# Mark Caughey
Mark Caughey (Belfast, 1960. augusztus 27.  – ) északír válogatott labdarúgó.

## Pályafutása

### Klubcsapatban
1978 és 1980 között a Glentoran játékosa volt. 1980-tól 1985-ig a RUC (Ulsteri Királyi Rendőrség) csapatában játszott. Az 1985–86-os szezonban a Linfieldet erősítette és szerzett északír bajnoki címet. 1986 és 1988 között Skóciában játszott többek között a Hibernian, a Hamilton Academical és a Motherwell csapatában. 1988 és 19989 között az Ards, 1989 és 1992 között a Bangor játékosa volt. Később szerepelt még a Glentoran (1992–93), Limavady United (1993–95) és a Portstewart (1995–96) csapatában.

### A válogatottban
1986-ban 2 alkalommal szerepelt az északír válogatottban. Részt vett az 1986-os világbajnokságon.

## Sikerei, díjai
Linfield
- Északír bajnok (1): 1985–86

Glentoran
- Északír szuperkupagyőztes (1): 1992